# 中华人民共和国LGBT权益
中华人民共和国的LGBT（包括男女同性恋、雙性戀與跨性別等）人士会面临一定的法律压力与社会压力。时至今日，同性性行为和跨越着装在中国已不再违法，但中國的法律和民事体系并不承认同性婚姻或民事結合等同性伴侶關係，不保护同性伴侣的收养权益和家庭财产权益。跨性别者的法律性别变更可行，但须完成全套性别肯定手术。截至2019年中国社会对LGBT人士仍有一定的歧视性观念，针对LGBT人士的民间扭转依然存在。
中国政府截至2019年在LGBT权益上的立场仍偏向模糊，对于基于性傾向或性別認同的歧視没有任何保护性立法。去病化议题似乎也仍然处于进行中状态，截至2020年，尽管仍有反复，同性恋得到了一定程度的去病化，然而非順性別認同不受法律保障，至今仍被認定為精神障礙。跨性别者仍被定义为精神障碍（“易性症”）。跨性別人士符合确診“易性病”等多項條件方可接受性別重置手術，术后出具相关证明方可变更户籍性别。
截至2015年中国政府對LGBT群体的有关态度模糊而多变，总体呈保守性态度，有些地方政府明文以「公序良俗」等為由拒絕LGBT組織的民政注记或活动备案要求，甚至有的地方明令禁止LGBT文化传播。2010年代末，有指LGBT相关活动难以继续举行，学校教育和包括影视、出版物、互联网等在内的大眾媒體也因应当局（明文或无明文、口头的）要求或指示，广泛審查、刪減或污名化指涉LGBT的内容。
截至2019年对LGBT群体的歧视性态度以及针对LGBT群体的扭转，尤其是家长针对未成年亲属或刚成年的亲属的扭轉现象仍然存在。法律对这些行为的态度仍然模糊，有时会对扭转行为量刑处罚。

## 历史

### 1949年至1980年的模糊及隐匿时期

#### 社会地位和认知
1840年以来，中国的知识分子在认识到西方与中国的强烈差距以后，开始反思、反对“中华文化的传统陋习”，这一思潮引发了毛泽东引领的中国共产党在中國在建立了类似于清教徒式的社会的结果。这样的社会的性壓抑和对清规式道德的重视使LGBT人士处于社会的隐形地带。

#### 法律状态
1957年，中华人民共和国最高人民法院就成年人间自愿鸡奸是否犯罪问题批复称“有待立法解决”，“在法律尚无明文规定前，以不办罪为宜”。
但在事实上，中国大陆非异性恋群体被视为“封建残余”，基本上从公众领域中被抹去；在民间话语体系中，則被冠以歧视性代名词。除在社会文化上的歧视与贬低外，当局通过行政权力甚至法律打压非异性恋者，例如批鬥、革职或入狱。譬如，一个单位如果发现其职工是非异性恋者，会对其“处分”，诸如降职、降薪、调换岗位（变相的劳动改造）、开除公职、留厂查看、交给群众管制等。1954年，山西长治清理教师队伍的行动中，教师乔某某被周围人举报是同性恋者后，直接被逐出教师队伍。1962年，四川人陈某某由于同性恋爱，被法院以盜竊和鸡奸罪罪名处以9年有期徒刑。
1966年至1976年，文化大革命期间，非异性恋者被视为“资产阶级流氓分子”，受到严重迫害，多人因无法经受对其身心的极度凌辱而自尽。其中因被揭發有男男性行為，一位中學教師被批鬥时被灌糞尿，一位理髮師被赤裸捆綁在店內櫥窗示眾三日兩夜，一位文藝愛好者被强迫遊街時幾乎全裸並頭戴仿製兔耳，邊蹦跳邊被打，三人均以自殺告終。

### 改革开放初期法律性歧视年代

#### 法律状况
1976年，毛泽东去世。1978年，作为改革派的邓小平正式掌握权力，中国的革命年代宣告结束，比起毛泽东政府的革命治国，邓小平政府更倾向于像西方国家一样建立覆盖面广泛的法律。
第一百六十条　聚众斗殴，寻衅滋事，侮辱妇女或者进行其他流氓活动，破坏公共秩序，情节恶劣的，处七年以下有期徒刑、拘役或者管制。

流氓集团的首要分子，处七年以上有期徒刑。——中华人民共和国刑法，第六章 妨害社会管理秩序罪
1979年中国政府首次订立刑法，其中的“其他流氓活动”这一罪名在执法上使自愿同性性行為成为可能的罪行，常被用于恐吓或迫害中国大陆的男同性恋者和跨性別女性。不过，有人认为，这一罪名从未被用于惩处女同性恋者，部分地是由于在中国传统的男权社会中，没有雄性征生殖器官参与的性行为不被认为是真正的性行为，即阳具中心主义，并且由于同样的原因，同性恋和双性恋女性在公共层面不太可见。

#### 学术研究与去罪化运动
1980年代至1990年代，主流文化和建制对LGBT的作为，多数限于学术研究。學刊有譯介和本土學者的論戰，著作有如王小波、李银河《他们的世界》（1992）、张北川《同性爱》（1994）、刘达临《中国当代性文化》（1995）、潘绥铭《中国性现状》（1995）、方刚《同性恋在中国》（1995）等。
这一时期，当局开始撤销部分对非异性恋的歧视性政策，民众观念有所开化，对同性恋的态度渐趋宽容。1992年，针对安徽两名女子同居案的适用法律问题，中华人民共和国公安部答复地方公安机关：同性恋及其责任问题，法律没有明文规定，原则上可不予受理。其意见被新闻媒体报道为同性戀的合法化。
1993年7月5日，中華人民共和國公安部商請衛生部取締在中國健康教育研究所定期舉行的“男人的世界”文化沙龍，並責令各級公安机关查處停辦“同性戀集會活動”，斥責“同性戀活動扭曲人性，違反社會公德，敗壞社會風氣，破壞家庭和睦，誘發刑事犯罪，危害社會治安”。該令直至2001年4月19日廢止。

#### 跨性别者的手术初现
20世纪80-90年代，中国的第一批实现手术的跨性别者开始登上舞台。第一个在中华人民共和国境内实现手术的跨性别者是张克莎，她于1983年完成手术。但是，这一时期对跨性别者的法定性别变更程序仍不明确，即使手术完成也未必能得到政府和社会的接受。

### 去罪化、去病化运动
1997年，《中华人民共和国刑法》修订，废除模糊地将同性性行為入罪、数十年间常被用于惩处同性恋的“流氓罪”，从而实现同性性行为的非刑罪化。
2000年，中華人民共和國公安部批示“選擇性別是公民的個人權利”。
2001年中華醫學會精神病學分會从诊断指引中剔除“自我和谐型同性恋”。这两个事件一般被认为标志着非异性恋在中国大陆的非罪化和开始非病理化。
2002年，公安部三局下發性别重置手术接受者变更户籍性别的成文程序。
2018年，世界卫生组织发布的国际疾病分类第11版正式删除剩余有关性倾向的诊断编码，並將「性別不一致」從舊版的精神障礙類別更動至性健康情況類別。中國大陸衛健委要求2019年3月起全面使用该版。至此在中华人民共和国医疗规范中，有关性倾向和性别认同的疾病或障碍分类逐渐被废除。

### 社会权利运动和社群运动
世纪之交至今，LGBT文學作品在互联网上如燎原烈火般蔓延不熄，延燒至實體出版。LGBT社群、活動和網站在各大城市興起，北京同性戀電影節、同性戀大學生夏令營、北京同性戀文化節等大型活動相繼舉辦，但大多短命而終。
2012年11月26日，時任中共中央政治局常委、國務院副總理李克強公開接見中國同性戀交友應用Blued的創辦人，是中共高層領導人首次表態支持同性戀群體權益。
2010年代中後期，多宗訴訟劍指性少數平權和反歧視訴求，勝敗參差，不少透過媒體報導引發社會關注。但即使勝訴，囿於中國大陸非屬英美法系，判決先例不具約束力；況且尚無明確反對歧視性少數的法律，訴由或不獲受理，或立於健康权、人格權、名譽權、人身自由權、平等就業權，乃至法理上較為疏遠的勞動爭議、行政不作为、產品質量糾紛等，故而訴訟平權實效不及歐美、日韓和台港等地。但其中亦有標誌性判詞，例如心理咨询業者宣傳或進行扭轉治療非法，性別認同和性別表達受一般人格權保障等。
随着世界上许多国家同性婚姻法制化，中国大陆也有相关议论和呼声，然而在2018年至2020年间不同官员三度公开否定同性婚姻的可行性。
自2021年起，中國最大的「驕傲」活動就一直處於暫停狀態。

## 非异性恋的法律状况和社会理解

### 同性性行为法律
当前在中国大陆，法律对成年同性合意、不以營利为目的、不在公共场所进行的、不故意传播性病的同性性行为没有禁止。
1957年，中华人民共和国最高人民法院曾经就成年人间自愿鸡奸是否犯罪问题批复称“有待立法解决”，“在法律尚无明文规定前，以不办罪为宜”。但此后由于政治运动，这一批复实际上鲜有得到落实。1980年起施行的《中华人民共和国刑法》甚至设立概念模糊的“流氓罪”，其中的“其他流氓罪行”法条具有随意性，没有统一标准，常被当局用于处罚被指认的同性性行为者、同性恋者。1984年，最高人民法院和最高人民检察院发布《关于当前办理流氓案件中具体应用法律的若干问题的解答》，其中将“鸡奸幼童、强行鸡奸少年、以暴力、胁迫等手段多次鸡奸，情节严重的”列入“其他流氓活动”。
1997年《刑法》修订，废除流氓罪，在法律實務上恢復同性性行為的非罪化。

### 去病化
1989年，非政府组织中華醫學會精神病學分會發布《中国精神疾病分类方案与诊断标准》第二版（CCMD-2），其中「性心理障礙」新設子類「同性戀」、「變裝癖」、「易性癖」等。1994年發布的第二版修訂版（CCMD-2-R）將「性心理障礙」复稱為「性變態」，其下新設三个子類：內含「同性戀」的「性指向障礙」、內含「異性裝扮癖(異裝癖)」的「性偏好障礙」、內含「性別變換癖(易性癖)」的「性身份障碍」。
2001年發布的CCMD-3將「精神疾病」更名為「精神障礙」；「性變態」复稱為「性心理障礙(性變態)」；在引言稱“同性戀等”“精神障礙或亞型在國內有繼續保留或增添的必要”，在正文「性指向障礙」中既保留「同性恋」也新增「双性恋」，在附錄注指“自我不和谐性”。是版被解讀為剔除“自我和谐型同性恋”，被社会学家李银河等和媒体视为同性恋的非病理化，被医学界仅看作同性恋去病理化的开端。世紀之交，CCMD在精神科診斷中廣泛應用，此後逐漸讓位於國際標準。
中华人民共和国於1994年起正式等效採用世界卫生组织编撰的國際疾病分類（ICD）作为国家标准。1990年世卫批准、2002年中國大陸施行的ICD-10一方面存有“性身份障礙”，另一方面剔除“同性戀”，指明“性傾向本身不应被视为一种障碍”，但遗留“与性发育和性傾向有关的心理及行为障碍”，下设5个诊断编码分别为“F66.0 性成熟障礙”、“F66.1 自我矛盾的性取向”、“F66.2 性關係障礙”、“F66.8 其它性心理发育障碍”、“F66.9 待分類的性心理发育障碍”。
2018年发布的ICD-11正式删除剩余有关性倾向的诊断编码。中國大陸衛健委印发其中文版并通知2019年3月起全面使用，而此通知後被無故刪除。

### 社会接受度
2006年，新华网引述两项调查，指非异性恋群体遭受严重的社会歧视。一项针对生活在大中城市、受过良好教育、相对年轻和“活跃”的男同性恋者进行的调查结果显示，因受歧视，超过半数人由于不被理解，曾感到很痛苦、“相当压抑”并严重影响生活和工作，30%～35%曾有强烈的自杀念头，9%～13%有过自杀行为。张北川的调查表明，男同性恋者由于被歧视和交往环境不佳，21.3%遭遇过异性恋者伤害，21%在身份暴露后，受到异性恋者的侮辱、殴打和敲诈等。
在中国，非异性恋者最先面对的往往是家庭接受压力。关注性少数人群受压迫状况的民间公益组织同语2014年发布的一份报告说， 有约68.97%的受访女同性恋、双性恋曾遭遇过家暴，遭受原生家庭暴力的达41%。
中国家族传统的“传宗接代”理念希望作为子女的非异性恋者能生下孩子，尤其是男孩，对同性恋者来说，实现这样的期待比较困难，因此较难得到观念传统的家长的支持，甚至遭受迫害，这也引发了“形婚”问题。而形婚又进一步加深了社会对同性恋者的歧视和不理解。
部分非异性恋者在性别气质上的多元化表达也会引发家庭、校园、工作场合和社会的不理解。北京同志中心、北京大学和联合国开发计划署2016年发布的一份报告指出，超过一半的性少数受访者表示，他们曾由于自己的性倾向、性别认同或性别表达而被家人不公平对待或歧视。约40%的人表示在学校有过此类经历。职场和宗教生活中的歧视发生率相对较低，在20%左右。由于缺乏对性少数的接纳认知教育，LGBT群体容易被舆论污名化。
中国社会仍然会将非异性恋者和部分性病等传染疾病进行过度联系与歧视。最主要的如艾滋病、猴痘、梅毒、尖锐湿疣等。在这种歧视下，同性恋者可能会被视为病毒传播罪犯。

## 同性结合和家庭收养权利

### 同性伴侣关系
中华人民共和国法律、法院或当局政策，均不承认同性婚姻、民事結合或同居伴侶等同性伴侶关系。

#### 同性婚姻
《中华人民共和国婚姻法》及其后继《中华人民共和国民法典》規定婚姻為“男女双方”“一夫一妻”结合，在下述案例的判决中被解读为不容许同性結婚，行政實務上亦只接受由男女登記結婚。
2015年12月，一對同性情侶因被拒絕結婚登記而起訴民政局，是为中国大陆首例同性婚姻维权案。2016年4月13日，湖南长沙芙蓉区法院援引《婚姻法》第二、五、八條等，稱“結婚必須是男女雙方”，駁回“結婚登記”的請求。
2018年9月，《中华人民共和国民法典》草案开放征求意见。由于民法典长期稳定，有网友即视之为在法律上要求LGBT平权的大好时机，主张同性婚姻合法化和对家庭成员的表述性別中立化。但亦有声音认为民法典编纂者不宜超越社会主流价值观念，相关平权提议过于超前。2019年8月21日，全国人大常委会法工委发言人臧铁伟对于有关同性婚姻的提问，答称男女一夫一妻制符合“国情和历史文化传统”，“目前世界上绝大多数国家都不承认同性婚姻的合法性”，故仍会维持一夫一妻制。同年10月，有团体在互联网号召对该草案提交意见，以支持同性婚姻。同年12月，法工委发言人岳仲明称，收到“同性婚姻合法化”等意见。但在次年5月18日，法工委民法室主任黄薇受访时称相关意见是“有组织的”，很多信件内容都相同，“就是复制粘贴”，并重申“维持一夫一妻（一男一女）婚姻制度”的立场。結果，《民法典》沿襲《婚姻法》對婚姻的定義。

### 意定监护
2017年10月《中华人民共和国民法总则》施行，意定监护适用人群范围从精神病人和老年人扩大至所有具有完全民事行為能力的成年人，允许这些成年人与其近亲属、其他愿意承担监护责任的个人（如已婚或未婚的亲友、邻居、异性或同性伴侣等）或者有关组织事先协商，以书面形式确定自己的監護人。协商确定的监护人在被监护人丧失或者部分丧失民事行为能力时，履行监护职责。有声音指出在实务上，惟经司法鉴定和法院裁决前述“丧失”情形，意定监护方才生效。
意定监护不为同性伴侣社群而设，但被认为可在一定程度上保障同性伴侣等群体。南京公证处、北京國信公證處在2019年8月左右曾发文说明，LGBT群体可以通过意定监护协议指定伴侣作为自己未来的监护人，方便处理医疗等方面问题，但原始文章在被媒体报道后不久后便被删除。不过，意定监护与婚姻或民事结合差距不小，其公证也不意味着在法律上承认伴侣关系。婚姻除监护权责外，包含扶养义务和财产分配权。此外，许多同性伴侣在公证书上仅以“朋友”描述双方关系。意定监护是类似于法定监护（例如父母对未成年子女）但仅限于被监护人丧失民事行為能力时生效的单向权责，被指更类似于权利的授予，缺少义务的规范、责任的制约和违反的责罚，缺乏有效的监督，且可以单方面解除。

### 收养
依据《中华人民共和国民法典》，非互為（異性）配偶的二人，即包括同性伴侣，无法共同收養子女，只能以“无配偶者”的个人身份收养子女，即单身收养。LGBT人士與非LGBT人士的單身收養資格在法律上無差別。但對其中要求收養人“未患有在醫學上認為不應當收養子女的疾病”的实际詮釋，可能不利於LGBT人士，尤其是跨性別人士。
而在實務上，負責涉外收養事務的中华人民共和国民政部直屬單位中國兒童福利和收養中心，於2011年公開以“《中國精神病分類和診斷標準》規定同性戀屬於性指向障礙”的“精神疾病”和“同性戀是違背社會公德的行為”等為由，拒絕外國同性戀者收養；2017年發布《外國收養申請文件要求》，要求單身收養申請人聲明“非同性戀”，與同性非家庭成員同住的應就此被問詢。

## 跨性别的法律地位和社会认同

### 跨性别者的法律地位
迄今中國大陸沒有反對針對性別認同、性別氣質、性別特徵或跨性別的歧視的法律或政策，甚至在法律體系中尚無“跨性別”的概念。

#### 法定性别变更
依据中华人民共和国公安部下發的批复，跨性别人士惟在完成性別肯定手術后，出具经公安机关核准的指定证明方可变更户籍性别；2008年起前述指定证明是“国内三级医院出具的性别鉴定证明和公证部门出具的公证书，或司法鉴定部门出具的证明”。
而根據中國大陸衛健委印發的《性别重置技术临床应用管理规范》（2022年版），接受性別重置手術者，必須同時滿足年滿18歲、未在婚姻狀態、持續要求重置性別5年以上等條件，並預先提供无犯罪记录的公安證明、精神科或心理科醫師開具的「易性病」診斷證明、直系亲属知情證明等材料。在海外接受性别肯定手术的跨性别者可绕过上述限制，并在手术完成后仍可走法定性别变更程序。

### 病理化和去病化
1989年，非政府组织中華醫學會精神病學分會發布《中国精神疾病分类方案与诊断标准》第二版（CCMD-2），其中「性心理障礙」新設子類「同性戀」、「變裝癖」、「易性癖」等。
中华人民共和国於1994年起正式等效採用世界卫生组织编撰的國際疾病分類（ICD）作为国家标准。在2018年发布的ICD-11中，顺性别认同则从精神障碍转而被视作性健康疾患：「性健康相關情況」类的“性別不一致”縮減取代舊版「精神與行為障礙」类的“性身份障礙”，并从中剔除“F64.0 易性症”和“F64.1 雙重角色異裝癖”等症。中國大陸衛健委印发其中文版并通知2019年3月起全面使用，而此通知後被無故刪除。
2020年11月，中國大陸衛健委印發並要求參照執行其制定的《精神障碍诊疗规范（2020年版）》，其中“性身份障碍”再被列為“精神障礙”，下設“易性症”、“雙重異裝症”和“童年性身份障礙”等症，更接近於CCMD-3，而非ICD-11。
2022年4月20日，国家卫生健康委办公厅印发《国家限制类技术临床应用管理规范（2022 年版）》，将“易性病”表述调整为不含疾病表述的“易性症”；同时，增加了对“性别焦虑/性别不一致”诊断同等效力的认可，并做出将手术年龄限制下调至18岁等修改。

### 医学资源

#### 激素治疗
2022年12月1日，中国药监局正式禁止网络销售环丙孕酮、雌二醇和睾酮，即跨性别激素疗法中最基本的药物。而许多跨性别者原本通过网络途径购买激素药物，是因为通过正规途径获取激素肯定治疗本身十分困难。

#### 手术资源
自1980年代以来，中国开始具备跨性别者手术的能力。但在今日，跨性别手术资格较难获取，因此许多人选择去海外，尤其是泰国接受治疗。

### 社会资源
中國大陸的公共設施幾乎不提供不分性別或性別中立的廁所、更衣室或公共浴室。而性別隔離的傳統廁所、更衣室或公共浴室具備有效隔斷的比例遠遠低於歐美國家，不乏隔板或隔墙過低、缺少其中一面甚或無隔斷的情形。這令部分氣質陰柔者、跨性別者和间性人等生畏，遭受嘲笑、霸凌，甚至輟學。

### 社会认同
中国的跨性别者面临严重的社会歧视和不认同，在职场方面会遭遇不平等的工作机会，并且需要面临家庭压力等。

## 间性人权益状况

### 婴幼儿遺棄
迄至2017年，據當地報章報導，雲南、河北永年、浙江寧波、瑞安、廣西北流、甘肅蘭州、江蘇金湖、南京、安徽臨泉、海南三亞、重慶榮昌、遼寧沈阳、山東淄博、河南林州等地有間性嬰幼兒被遺棄。一位河南林州的棄嬰此前甚至被其父親和祖父三度謀殺。

### 医学资源
藩篱以外报告称，中国的医生面对间性人有强烈的病理化倾向，希望将间性人手术成二元性别者，甚至不顾间性人自己的性别倾向以及生理契合度，很多在医生强制下进行的无必要的手术给本来没有严重生理问题的间性人带来了生理上的创伤和不适。手术价格的高昂造成的间性婴幼儿遗弃问题也很严重。

### 社会认同
藩篱以外报告称，间性人在家庭压力下难以自由选择性别，在中国传统重男轻女压力下，往往只能被迫选择男性性别。

### 法律资源
中国的间性人无法获得中国政府的法定“双性”或“间性”性别认定，只能跟据生殖器官状况被指配为相应性别。

## 民间扭转

### 精神病名义的扭转

#### 精神病化
LGBT人士在中国长期被列为精神病，并被认为需要接受治疗。
1989年，非政府组织中華醫學會精神病學分會發布《中国精神疾病分类方案与诊断标准》第二版（CCMD-2），其中「性心理障礙」新設子類「同性戀」、「變裝癖」、「易性癖」等。
2001年發布的CCMD-3將「精神疾病」更名為「精神障礙」；「性變態」复稱為「性心理障礙(性變態)」；在引言稱“同性戀等”“精神障礙或亞型在國內有繼續保留或增添的必要”，在正文「性指向障礙」中既保留「同性恋」也新增「双性恋」，在附錄注指“自我不和谐性”。是版被解讀為剔除“自我和谐型同性恋”，被社会学家李银河等和媒体视为同性恋的非病理化。2002年中國大陸施行的ICD-10剔除“同性戀”。
至此，对同性恋的正式医疗精神病认定逐渐停止，但针对跨性别者的精神病认定依然存续。
在2018年发布的ICD-11中，非顺性别认同则从精神障碍转而被视作性健康疾患：「性健康相關情況」类的“性別不一致”縮減取代舊版「精神與行為障礙」类的“性身份障礙”，并从中剔除“F64.0 易性症”和“F64.1 雙重角色異裝癖”等症。中國大陸衛健委印发其中文版并通知2019年3月起全面使用，而此通知後被無故刪除。
但在2020年11月，中國大陸衛健委印發並要求參照執行其制定的《精神障碍诊疗规范（2020年版）》，其中“性身份障碍”再被列為“精神障礙”，下設“易性症”、“雙重異裝症”和“童年性身份障礙”等症，更接近於CCMD-3，而非ICD-11。

### 非精神病名义的扭转
虽然中国医学界逐渐认可LGBT群体的存在，不再主张对其进行精神病治疗与扭转，但民间仍有思潮不认可LGBT群体，且有机构并提供扭轉治療，甚至有以“矫正”的名义强制执行。
许多扭转案例的受害者是未成年人，被父母以监护人的名义强行送往扭转机构。中国地方政府有时对父母的此种家暴行为采取默许的态度。

### 扭转案例
國際非營利組織人权观察在2017年11月報告稱，從2009年到2017年中國大陸多位同性戀者被家長送去強制「扭轉治療」，包括被綁架拘禁、強制服藥注射、施加電痙攣療法，受盡言語及精神虐待，缺乏適當途径提出申訴或尋求救濟，並倡議當局應禁止公私立醫療院所提供扭轉療法。
2014年2月，同性戀者小振受家人施壓，到「重慶心語飄香心理諮詢中心」接受扭轉治療，事前不知情而被催眠和電擊。7月31日，这一被视为中国大陆首例性倾向歧视性商业行为案暨首例扭轉治療案的诉讼在北京市海淀区人民法院开庭审理，數人在法院前举牌、发放传单、表演情景剧，以抗议扭轉治疗。12月19日，法院判決該諮詢機構違反《精神衛生法》“心理咨询人員不得從事心理治療或者精神障礙的診斷、治療”的規定，其關於「專業治療同性戀」等宣傳內容屬於虛假宣傳，并指出“同性恋并非精神疾病”，但未對扭轉治療之合法性表態。
2015年10月，同性恋者余五被家人捆绑送至驻马店市精神病院，被以“性偏好障礙”的名义施加共计19天的强制治疗，直至被协调救出。2017年7月3日，驻马店市驿城区法院判决该医院侵犯余五人身自由权，责令该医院道歉并赔偿，但未对强制扭转治疗表态。
2017年一項調查表明，五分之一跨性別青少年應答者，曾被脅迫或強迫接受扭轉治療。
2019年4月，《澎湃新闻》记者在六個城市的走訪調查發現，性傾向扭轉療法非但沒有被禁止，反而作為盈利性業務仍在中國大陸被積極推廣。
同志平等权益促进会代表称，截至2019年11月，中国大陆各大城市仍有116家医院和心理咨询机构提供性别认同或性倾向的扭转治疗。

## 歧视与反歧视保护

### 政府态度
2018年11月6日，联合国人权理事会在日内瓦召开中国普遍定期审议第三轮审议。中华人民共和国代表团回答多国提出的关于该国LGBT+权益的问题。原文如下：
|  | 中国保护LGBT即同性恋、双性恋以及变性人群体的健康权，向所有公民免费提供基本卫生服务，允许自愿开展变性手术，尊重他们的隐私。 根据《婚姻法》，中国只承认一男一女之间的婚姻关系，同性婚姻不被承认，这并非是因为歧视，而是基于历史、文化和价值观等因素。 |

2023年5月，中国代表在联合国消除对妇女歧视委员会会议发言表示：
|  | 中国的宪法和法律对LGBT等人士没有歧视，他们被视为正常人，因此也没有特殊照顾。中国的《民法典》婚姻篇确立的一夫一妻制，是一男一女结为夫妻的婚姻制度，是整个婚姻制度的基石，符合中国传统文化和现实国情。 |

中国大陆迄今没有保障非異性戀、非顺性别或非单性人免受歧視、差別待遇和仇恨罪行的法律、规章或政策。

### 歧視言論
2011年6月29日，美籍中國大陸演员、基督徒吕丽萍在其新浪微博上转发并附言支持某位牧师反对同性恋者的言论，遭到中国同性恋群体抵制和社会活动人士的反对。学者李银河在微博表示“作为公众人物发表这样反动的言论就不可原谅”。宋丹丹、蔡康永、信、宁财神、杜汶澤、姚晨等娱乐界人士亦纷纷批评其言论。吕丽萍的歧视言论引起媒体热议，被搜狐、网易、凤凰网等多家媒体刊文批评。7月5日，中国中央电视台节目也称应“尊重每个群体的自我选择”。当年第48屆金馬獎执委会也因其言论未邀请上一届金马奖最佳女主角得主吕丽萍返场颁奖。

### 就學歧視
中国大陆学校在招生（部分学校和特定专业）、仪容仪表规范（发型、着装等）、如厕、住宿、体育、体测、体检、军训、兵役、劳动等方面都存在性別隔離要求，要求学生严格按照学籍性别参与各项活动，如不遵守会面临记过等处分。而跨性别者只有在完成性別肯定手術并变更户籍性别后方有可能变更学籍性别，且学籍性别变更十分困难，一般情况下，高校学生毕业后学籍信息就无法更改，其中包含性别。亦有跨性别者因学历和学位性别长期无法变更造成的与性别认同（性别表现）不一致而遭受就业歧视。
2017年北京大学社会学系针对跨性别者的调查报告显示，中国大陆跨性别群体在教育方面普遍遭受歧视。

### 就業歧視
2015年4月，貴州貴陽一位跨性別者因異性裝扮而被辭退，次年申請勞動仲裁，要求補發工資、賠償和道歉，是為中國大陸首例跨性別就業歧視案。2016年5月10日，貴陽雲岩區勞動人事仲裁委員會裁決，駁回除應得工資外其餘仲裁請求，採信所謂解僱是因為不符合錄用標準之說。12月18日，雲岩區法院判決解僱違法，但不認定是出於跨性別身份歧視。2017年當事人就一般人格權糾紛另起訴訟。7月雲岩區法院認定雇主侵犯平等就業權，但不支持公開道歉的訴求。2018年貴陽市中級法院終審維持原判，稱性別歧視的主張因證據不充分而不予支持，但認為性別認同和性別表達屬於一般人格權的保護範圍，應受尊重，不應因此受差別對待。
2018年6月，供職於当当网的高某某獲主管同意而休假，接受性別重置手術，其後被以“曠工”“请假程序不正当”為由解僱。之后，该公司还举出公司同事对其上厕所的反对的投诉信。2019年7月当当网致函高某某稱其需解決“精神病患”等問題，被訴就業歧視。2019年2月北京東城區勞動人事爭議仲裁委員會、2019年7月東城區法院一審、2020年1月北京市第二中级人民法院终审均判决解僱違法，要求当当网继续履行劳动合同並支付應付工資。終審判詞並指，高某某变更性别后，有权以女性的身份如厕，其他同事也应当接受其新性别，以包容的心态与其共事。
2018年8月，山东青岛幼师明珏在微信朋友圈轉發題為“我是同志我驕傲”的文章，被前任幼兒園的家長投訴至現任幼兒園，因而被迫辭職，9月申请劳动仲裁。11月，青岛市崂山区劳动人事争议仲裁委员会裁决园方支付工资差额，駁回明珏包括恢復勞動關係、支付未休年假工資和支付被停職期間工資在內的其他仲裁請求。12月园方上诉至法院并获受理。2019年1月明珏也以侵犯“平等就业权”为由提起诉讼并获受理。

### 騷擾脅迫
国际立即行动组织批评，儘管近年来情况有所好轉，但LGBT群體仍常遭到警察騷擾與任意扣押。公安常常利用LGBT人群的性因素針對他們，例如以安全套為初步證據斷定所謂賣淫嫖娼並加以逮捕。LGBT群體有可能面临警察的敲诈和勒索，以及外界惡意揭露其LGBT身份的威脅。
2022年5月，清華大學2名學生因在校園超市留言牆小桌上，公開放置10面彩虹旗而被校方約談、處以嚴重警告及警告處分。在层层上诉直至教育部未果的情况下，2023年2月20日，当事学生之一就此事将教育部起诉至北京市第一中级人民法院。
2022年中秋节，曾在2022年春晚舞台上表演舞蹈，与马丽、沈腾、刘涛、沙溢等明星合影的山东艺术学院学生高彦因自身的阴柔气质和性取向遭到班主任长期侮辱，对其心理造成严重伤害，最终自缢离世。中国媒体虽然报道相关工作组已进驻调查，但暂时无后续消息。
2025年7月，河南郑州人民公园传出针对性少数群体的聚众暴力袭击事件。网传四段视频显示一群反对同性恋的恐同流氓人士手持棍棒、喷雾，不断辱骂并殴打多名男同性恋者。公安机关在事后抓获了涉案的17名嫌疑人，依法刑事拘留11人，行政拘留6人（其中5人因未满16周岁不予执行）。根据公安机关调查，这些流氓团体人员通过网络建立联系，多次临时起意，相约作案。

### 歧视态度教育
中山大学學生秋白於2015年發現許多高校教科書將同性戀定為心理疾病，就教育部對教材的監管向其申請信息公開和行政復議，均未獲回复，於2016年以“行政不作为”为由第三次起诉教育部，获北京市第一中级人民法院立案。9月27日一審宣判秋白敗訴，認定秋白對其請求事項不具有利害关系。2017年3月2日北京市高级人民法院终审駁回上訴。
2016年至2017年，西西等大學生發現47本大學教材視同性戀為病態並去信要求修訂，其中暨南大学出版社于2017年修訂再版的《大學生心理健康教育》仍將同性戀列入「性心理障礙」。2017年7月6日，西西委託律師，向江蘇宿遷宿豫區法院提起產品質量糾紛訴訟，以教材《大學生心理健康教育》中存在錯誤、誤導等明顯內容質量問題為由狀告暨南大學出版社及京東網上購物平台。審判經歷三年、兩次延期。2020年9月，宿豫區法院認定相關表述系學術觀點、認識性分歧，不屬於圖書編校範圍中的知識性差錯，判決圖書質量不合格的主張證據不足。2021年2月22日，宿遷市中級法院終審不開庭維持原判。
2024年12月初，华中科技大学护理学院公开张贴一位跨性别女性在校生变更身份证性别的资料，详细列出学生姓名、身份证号以及变更理由。此举引发民众关于个人隐私过度揭露的惶恐，学者亦指侵犯学生隐私。

## 社会地位

### 公务员
同性恋等LGBT身份在中国公务员群体里讳莫如深，有观点认为LGBT人士里的公务员即使有才华也躲在公务员体系的角落里，不敢寻求升迁，因为担心一旦自己的LGBT身份暴露就会出现问题。著名男同交友平台Blued创始人耿乐本为警察，27岁即成为副处级干部，当他公布自己的男同身份后也辞去了警官职务。

### 军队
中国军队没有明文禁止同性恋服役，但公开出柜的士兵往往会被调离岗位或迫退役。因此多数同性恋军人选择隐藏性取向，以避免遭遇歧视或职业风险。

## 對LGBT活動和內容的審查
對LGBT的污名化和內容審查，廣泛地存在於影視、書刊（含學校教材）、網際网络等大眾媒體，由上而下涵蓋當局政策以至業者作為。

### 社群活动
2017年5月，有LGBT團體原訂於西安舉行大會，但九名有份籌辦活動的同運人士遭公安扣留，更被明確告知「同性戀活動以後都不可以在西安舉辦」，令活動最終被臨時取消。
2018年5月13日，一位网友为响应5月17日國際不再恐同日，在北京798艺术区外发放彩虹旗徽章，一小时内送出逾3,000枚。园区保安随后驱离人群，两位女性欲入园取车，取下徽章后仍遭拒绝。现场视频显示一群保安推倒并脚踹一人，推开并殴打另一人。两人均有軟組織挫傷，其中一人送医治疗。保安所为引发强烈反响，被质疑是针对LGBT群体的非法暴力，对公民人权的侵犯。中国大陆LGBT平权组织联署抗议此事，亦有组织向受害者提出法律援助。相关讨论和视频在新浪微博上很快被删除。798艺术区一位安保人员受访称，园区“有权阻止违法行为”，戴彩虹旗的行为“在我看来就是违法”，“同性恋的性取向扭曲，很可怕”，还称冲突的起因是两位女性对一位保安豎中指。次日，涉事保安服务公司致歉，开除三位保安并赔偿受害人。女权活动家吕频受访称中国LGBT平权运动面临的压力与日俱增，政府对类似事件和彩虹旗等标志也十分敏感。
2009年起，上海的LGBT社群每年6月都會舉辦「上海驕傲節」，並組織艺术展、电影放映、文学之夜和体育比赛等一系列活動。2020年的上海驕傲節因受2019冠状病毒病疫情影響被迫延期，但在同年8月，主辦方宣佈驕傲節「停止所有活動」，並將「終止未來的活動計畫」，但並未說明停辦原因。一位資深志工指停办是因为“压力已经大到不行”。 
澳大利亞國立大學的犯罪学家巴肯在2018年批评：「習近平政權对一切都非常紧张。因此，他们打击LGBT活动，并不是因为这些人是同性恋，而是因为他们认为他們的組織化是一个潜在的威胁。」
2023年5月15日，北同文化（原北京同志中心）宣布"因不可抗力”终止运营。

### 审查

#### 影视
以LGBT為題材或支線情節的電影、劇集、電視或网络節目，通常会被广电总局禁播，或因媒体為求合規的自我審查而删减。
廣電總局於2004年和2007年兩度下發《廣播影視加強和改進未成年人思想道德建設的實施方案通知》，將展示“同性戀的語言、畫面和情節”列為“不健康的涉性內容”並予以“堅決刪除”。2008年下發《關於重申電影審查標準的通知》，訂明展現同性戀的情節为“淫穢色情和庸俗低級內容”，“應刪剪修改”。廣電總局主管的中广联合会電視製片委員會與中國電視劇製作產業協會於2016年出台的《电视剧内容制作通则》，以及廣電總局监管的中国网络视听节目服务协会于2017年公布的《网络视听节目内容审核通则》，都將“同性戀”歸為“渲染淫穢色情和庸俗低級趣味”的“非正常的性關係”而予以刪禁。各時期的審查標準均貶抑同性戀為不健康或“庸俗低級”的內容，在大多數條例中與性變態並列。
就《网络视听节目内容审核通则》涉嫌歧视同性恋，LGBT社群先后提起信息公开申请和诉讼。2018年10月，北京市第一中级人民法院认定原告的诉讼理由缺乏事实和法律依据，驳回原告的诉求。2019年北京市高级人民法院终审维持原判。
2014年12月，范坡坡執導的紀錄片《彩虹伴我心》被中國大陸各大串流媒體下架，影片講述母親接納孩子性傾向的故事。2015年2月12日，范坡坡就此申請信息公開。3月2日，廣電總局回復稱，要求刪除該紀錄片的情況“並不存在”。12月22日，北京市第一中级人民法院判決广电总局的回覆違法，駁回范坡坡其他訴求；違法的原因在於答复的主體不對，應為“總局”，而實際加蓋公章為“總局辦公廳綜合處”。
2016年2月22日，展现同性恋爱的网络剧《上瘾》第12集播出後，全剧被中国大陆各大视频网站下架，相关花絮视频也被清空。对此制片人之一、原著小说作者柴鸡蛋表示，下线是“大环境因素”所致，其另一部题材相似的网络剧《逆袭之爱上情敌》也同时下线。而相关视频网站拒绝置评或未作解释。法新社文章暗示广电总局主导的审查可能对其下线负有责任。2月27日，广电总局网络视听节目管理司司长罗建辉在行业年会上称，“有的网络剧专门刻画同性恋情，低俗化倾向突出”，有意冲击监管底线，被视为监管部门对此表态。
2018年4月，北京国际电影节臨時撤映獲奧斯卡獎的電影《请以你的名字呼喚我》，影片刻畫兩位男子相互吸引的愛情。
2018年5月，中国大陆独家转播2018年歐洲歌唱大賽的国有控股串流媒體芒果TV在转播第一场半决赛时将象征LGBT的彩虹旗打码，并删除演绎同性爱情的舞蹈片段，因而被赛事组织者歐洲廣播聯盟终止其转播权。
2019年3月，皇后乐队傳記電影《波希米亞狂想曲》在中國大陸的公映版本，被刪除了主角告知其未婚妻他可能是雙性戀者的對話，與其同性愛人的互動，以及樂隊成員身著女裝的表演，令觀影者憤懣。主角在奧斯卡獎頒獎典禮上的獲獎感言亦遭轉播的芒果TV篡改，「男同性戀」一語在字幕中被替換成「特殊群體」。
2022年2月，美國處境喜劇《老友记》第一季重返中國大陸各大串流媒體，但其中所有同性婚戀情節均被删减，包括提及同性戀人的對話和同性接吻的畫面。与之形成对比的是，2012年至2018年受權轉播《老友記》的搜狐视频在當時保留了同性婚戀情節。刪減招致廣泛批評，相關話題標籤隨即被新浪微博封禁。雖然預定每週上架一季，但是第二季被無故推遲至5月方才上架，被質疑是再加刪改審查。

#### 書刊
新聞出版署在1988年發佈的《關於認定淫穢及色情出版物的暫行規定》，其第二條將「在整體上宣揚淫穢行為，具有下列內容之一，挑動人們的性慾，足以導致普通人腐化墮落，而又沒有藝術價值或者科學價值的出版物」定義為淫穢出版物，所列內容包含「淫褻性地具體描寫同性戀的性行為」。第五條規定淫穢出版物由新聞出版署負責鑑定或者認定。2005年發布的《關於認定淫穢與色情聲訊的暫行規定》，也出現了同樣的內容。
2018年11月，安徽芜湖市中级法院以製作、販賣淫穢物品牟利罪判处刘姓女作家（网名“天一”）10年6个月有期徒刑。该作家撰寫描述男同性戀的網絡小說《攻占》，并出版纸质书。此前新闻出版广电总局经鑑定，認為其內容「淫褻性地具體描寫男男同性戀性行為」、「充斥著大量與性變態有關的暴力、虐待、侮辱等行為」、「不堪入目」，將其列為淫穢出版物。网民批评判刑过重，该作家稱以20年前司法解釋審判並不公平。
2019年6月，耽美小说《魔道祖师》改编的网络剧《陈情令》热播。8月14日，扫黄打非办公室公告称，晋江文学城签约写手袁某某製售淫秽书刊，已被刑拘。有网友推测袁某某即《魔道祖师》作者墨香铜臭，并认为“晋江文学城主动配合官方调查、提供证据致墨香铜臭被抓”。8月19日，该网站发文否认收到协查要求，亦否认提供相关证据或线索的说法。其站长黄艳明说，不知涉案者身份和网传墨香铜臭被捕一事。
2024年12月19日，微信公眾號“水瓶紀元”發文透露同年6月起，安徽警方跨省抓捕超過50名耽美小說作者，理由是他們在台灣成人付費網站海棠文學城發表耽美作品。具體罪名是「涉嫌製作、傳播淫穢物品牟利」，當中有人被判刑5年。多名作者或其家屬在微博發帖籌款以支付高昂罰金。

#### 網際網路
2018年4月13日，新浪微博宣佈將依照《网络安全法》清查同性戀題材等內容。而擁有超過二十萬粉絲的同志公益媒體「同志之聲」公告稱由於不可抗力原因，其微博編輯部將無限期暫停工作。微博網友對此事件反應不一。大量網民隨即發起「#我是同性戀」的抗議行動，表达对LGBT权益的支持，數日內標籤被討論50萬次，並獲数億網民瀏覽，后被新浪微博删除。亦有大量網民以「#我是同志我拒絕被清查」標籤，反對今次審查。4月15日，中共机关报人民日报在微信发文指“性倾向不止一种，不管是同性恋还是双性恋都属正常，绝不是疾病”，“尊重他人的性倾向应该是共识”，不过亦称“性倾向本身也不应该成为少数人哗众取宠的内容”，把性倾向当作“卖点”，“博出位、博眼球”的“低俗、媚俗”行为，会让未成年人“盲目跟随”，并总结道：“同性恋者也是正常的公民，在主张权利的同时，也需要承担自己的一份社会责任”。4月16日，新浪微博通过微博管理员账号表示此次清理“不再针对同性恋内容”。之前暂停的「同志之聲」也在当日恢复更新。CNN记者认为，新浪微博和人民日报的不同态度可能是政府内部分歧所致。
2018年4月13日，在新浪微博清查同性恋相关内容后，江苏有LGBT团体经报备，于4月15日组织彩虹马拉松活动。参与人士携带代表LGBT的彩虹旗以及支持同性恋标语的道具入场，旨在“让阳光下再次出现彩虹”。但在网络上相关消息被封锁。
2018年6月，知乎以“违反法律法规”为由删除部分与LGBT有关的内容，以及几乎所有与跨性别者有关的内容，不少跨性别者的账号也被封禁。
2018年7月前后，受央视点名影响，Bilibili上不少与哲♂学和淫梦等男同性戀色情片相关的视频（多为鬼畜恶搞）被以低俗色情为由遭到下架，直到2024年2月前后部分视频以补档形式恢复。
2021年7月6日，清华大学、北京大学、复旦大学、中国人民大学等多个高校的LGBT学生社团或兴趣小组所运营的微信公众号被微信停用，所有内容均被屏蔽，其账号名称也变为“未命名公众号”。中华人民共和国外交部发言人汪文斌在7月8日对此回应称不了解具体情况，并称“中国政府依法管理互联网”。
2025年4月22日，新浪微博知名同志公益媒体「同志之声」因用户名争议引发舆论风波。部分网络意见领袖，包括编剧汪海林、国际关系学者沈逸及「帝吧官微」等，指控其用户名“同志之声”存在“污名化‘同志’一词”的倾向，进而向微博平台发起举报。 4月22日，微博平台依据举报将「同志之声」账号强制更名为“用户+数字ID”。此举引发性少数群体及支持者的强烈抗议，认为这是对LGBTQ+社群话语权的打压。4月23日，账号短暂恢复原名称「同志之声」，但随即因新一轮举报再次被要求整改。账号最终更名为「骄傲声音」。4月24日，中共机关报人民日报在微博上删除了“‘不一样的烟火’一样可以绽放”一文。

#### 游戏与广播剧
2021年9月8日，中国中央宣传部与国家新闻出版署有关负责人会同其他部门，对腾讯、网易等平台进行约谈。该约谈将展现男同性恋的耽美内容同所谓“娘炮”一起列入“不良文化”。
2022年8月23日，知名二次元音频社区网站猫耳FM下架多部描写同性恋的耽美广播剧，其中包括《伪装学渣》《撒野》《默读》《破云》《某某》《嚣张》《我喜欢你的信息素》等，该网站给出的理由为“技术原因”。它在2021年11月被政府以“审核机制存在严重漏洞，违规传播大量不良网络视听节目”为由予以罚款。

## 辅助生育
中华人民共和国卫生部的規範性文件《人类辅助生殖技术管理办法》和《人类辅助生殖技术规范》禁止實施代孕技術，亦禁止給無丈夫的女性實施輔助生殖技術（包括體外受精和人工授精）。不過，代孕技術等輔助生殖技術不包含性交。現行法律或法規對通過性交代孕並無規定，亦不禁止無丈夫的女性通過性交受孕或生育。
然而有初級法院法官在司法案例中確認代理孕母為母親，並稱“在公众最朴素的伦理观念当中，母子关系的确立是源于‘十月怀胎’的孕育过程，而非基于生物学的基因延续”。
此外，《人類輔助生殖技術管理辦法》和《民法典》亦禁止買賣人類精子、卵细胞、受精卵（在前法中稱“配子、合子”，在後法中以“人體細胞”囊括）。相較於違規主體僅限於實施代孕技術者的代孕，買賣人類精卵的違法主體全面覆蓋買賣流程各方。

## 情况总结简表
| 項目                                                   | 合法性 |
| ------------------------------------------------------ | --- |
| 同性性行為                                             | （自1997年起） |
| 可發生性行為的法定年齡一致                             | （自1997年起） |
| 变更法律（户籍）性别                                   | 有条件的允许（需完成性別重置手術；行政程序上自2002年起；存在集体户口不可的情况）                                           |
| 变更学籍学历等教育相关性别信息                         | /有条件限制 |
| 第三性別（非二元性別）选项                             | 否 |
| 法律保障间性人免受指定性别醫療處置                     | [ 196 ] |
| 禁止性傾向扭转治疗                                     | （扭转未有立法禁止，但不受法律支持，相关宣传为非法，但未有法律禁止且实有“治疗”）                                           |
| 跨性別去病化                                           | （2019年前CCMD-3将跨性别归类为精神障碍）中国推进包含跨性别去病化的ICD-11标准但未强制实施。                                 |
| 跨装行为                                               | （无反对歧视LGBT的法律或举措）                                                                                             |
| 反歧視法適用於僱傭關係（就業）                         | （无反对歧视LGBT的法律或举措）                                                                                             |
| 反歧視法適用於商品及服務提供                           | （无反对歧视LGBT的法律或举措）                                                                                             |
| 反歧視法適用於所有其他領域（包括：間接歧視、仇恨言論） | （无反对歧视LGBT的法律或举措）                                                                                             |
| 言論自由                                               | /实际受限（法律认同LBGT发声权利，但实际上存在审查控制；2022年，一些地方视LGBT主题出版物为需要打击和清理的对象之一）        |
| 同性婚姻                                               | [ 註 1 ] [ 註 19 ] [ 註 20 ]                                                                                               |
| 承認同性間的伴侶關係                                   | （另有意定监护） |
| 家庭暴力適用同居關係                                   | （反家暴法的同居關係不包括同性戀）                                                                                         |
| 同性伴侶可共同收养子女                                 | [ 註 8 ] |
| 可单身收养子女                                         | （明令禁止外國同性戀者收養）                                                                                               |
| 商業代孕                                               | [ 註 12 ] [ 註 13 ] |
| 女同性戀者進行體外受精                                 | [ 註 13 ] |
| 允許男男性行为者（MSM）捐血                            | [ 註 22 ] |
| 可公開LGBT身份從軍服役                                 | 不明确（法律未明文禁止，但军人群体中对男同持否定态度，已经或正在进行医学性别转换过程的跨性别者不符合兵役相关体格健康要求） |
| 可公開LGBT身份从政                                     | /（法律认同LGBT从政权利，但未有公开实例）                                                                                  |